# Vernay, Broye
Vernay là một đô thị in the huyện Broye, ở bang Fribourg, Thụy Sĩ. Vernay được lập ngày 1 tháng 1 năm 2006 thông qua việc sáp nhập các đô thị cũ Autavaux, Forel và Montbrelloz. Trung tâm hành chính ở Forel.